# USL 세컨드 디비전
USL 세컨드 디비전(USL Second Division)은 미국 축구 3부 리그이며, 2010년 이후 사라진 리그이다.

## 역대 클럽
- 해리스버그 시티 아일랜더스 (USL 프로페셔널 디비전으로 이동)
- 피츠버그 리버하운즈 (USL 프로페셔널 디비전으로 이동)
- 리치먼드 키커스 (USL 프로페셔널 디비전으로 이동)
- 샬럿 이글스 (USL 프로페셔널 디비전으로 이동)
- 찰스턴 배터리 (USL 프로페셔널 디비전으로 이동)
- F.C. 뉴욕 (USL 프로페셔널 디비전으로 이동)
- 로스앤젤레스 블루스 (USL 프로페셔널 디비전으로 이동)
- 앤티가 바라쿠다 (USL 프로페셔널 디비전으로 이동)
- 데이턴 더치 라이언스 (USL 프로페셔널 디비전으로 이동)
- 세비야 FC 푸에르토리코
- CA 리버 플레이트 푸에르토리코
- 푸에르토리코 유나이티드
- 로체스터 라이노스 (USL 프로페셔널 디비전으로 이동)
- 윌밍턴 해머헤즈 FC (USL 프로페셔널 디비전으로 이동)
- 올랜도 시티 SC (USL 프로페셔널 디비전으로 이동)
- 마야게스 FC
- 샌안토니오
- 노던 버지니아 로열스
- 클리블랜드 시티 스타즈
- 신시내티 킹즈 (USL 프리미어 디벨로프먼트 리그로 이동)
- 웨스턴 매스 파이오니어스
- 크리스털 팰리스 볼티모어 (NASL로 이동)
- 버뮤다 호그스 (USL 프리미어 디벨로프먼트 리그로 이동)
- 뉴햄프셔 팬텀즈 (USL 프리미어 디벨로프먼트 리그로 이동)
- 롱아일랜드 러프 라이더스 (USL 프리미어 디벨로프먼트 리그로 이동)